# This Is a Muse Demo
This Is a Muse Demo é uma fita demo da banda inglesa de rock alternativo Muse, gravada em maio de 1995 e produzido pela banda e foi lançado de forma independente em fita cassete. A fita tem 4 músicas que acabaram nunca sendo relançadas em um outro álbum ou tocadas ao vivo.
Em 2005, o dono da cópia original de This Is a Muse Demo decidiu vender a fita no eBay e acabou faturando aproximadamente US$913 (aproximadamente £500) com a venda que foi para uma americana, que seria supostamente ex-namorada do baterista Dominic Howard.

## Faixas
Todas as faixas escritas e compostas por Matthew Bellamy. 
| N.º | Título          | Duração |  |
| 1.  | "Backdoor"      |         |  |
| 2.  | "Sling"         |         |  |
| 3.  | "Feed"          |         |  |
| 4.  | "Jigsaw Memory" |         |  |

## Integrantes da banda
- Matthew Bellamy – vocal, guitarra
- Christopher Wolstenholme – baixo, vocal de apoio
- Dominic Howard – bateria